# Bada, Davanagere
Bada là một làng thuộc tehsil Davanagere, huyện Davanagere, bang Karnataka, Ấn Độ.